# Els nois
El nois és una novel·la en català escrita per Toni Sala Isern i publicada per L'Altra Editorial el 12 de febrer de 2014. L'obra narra com afecta a quatre persones la mort de dos joves en un accident de trànsit. L'obra, considerada una obra de maduresa de l'autor, està ambientada als voltants del municipi de Vidreres. És el primer llibre publicat per L'Altra Editorial.
| «                | Relat esplèndid, inquietant, a moments pertorbador, que entra de manera afiladíssima i precisa dins de la vida de quatre personatges afectats en graus diferents per la mort dels dos germans. La prosa de Sala és despulladíssima i directa com un cop de puny a la boca de l'estómac, i recolza amb mestria la seva profunditat psicològica, la seva habilitat per acostar-se a les parts més fosques de l'ànima humana. | » |
| — Eugènia Broggi | |   |

## Història
La història que es narra a Els Nois havia de ser inclosa dins de l'anterior obra de Sala, Provisionalitat, però al final va quedar descartada. Quan Eugènia Broggi va contactar Sala comentant la seva intenció de crear una nova editorial, Sala va recuperar aquest conte descartat i el va ampliar entre juliol i novembre de 2013. Segons l'autor, cada personatge de la novel·la és una aproximació diferent a la terra. I els quatre elements dels presocràtics (aigua, terra, foc i aire) hi són molt presents, també.
| «           | Recordo haver llegit una notícia d'un accident similar que va passar, tot i que no era a Vidreres. Em va impressionar –explica–. A l'hora d'escriure, vaig començar a desenvolupar les conseqüències d'un fet tan traumàtic sobre la societat, representada a través de quatre personatges. Em sembla que he acabat fent un llibre que va força sobre la identitat -més enllà de la nacional- i sobre de quina manera la mort marca els límits de la nostra personalitat. Per això el sotrac que viu cada personatge el fa confrontar-se amb la seva persona | » |
| — Toni Sala | |   |

L'obra va rebre el Premi de la Crítica de narrativa catalana l'abril de 2015.
El llibre va ser publicat per l'editorial Two Line Press als Estats Units la tardor del 2015 amb traducció de Mara Faye Lethem.